# 齋藤めぐみ (女優)
齋藤 めぐみ（さいとう めぐみ、1985年6月10日 - ）は、愛知県名古屋市出身の女優。かつてはオスカープロモーションに所属していた。

## 人物
身長167cm。血液型A型。東京都立大学卒業。妹が2人いる。
2006年、第1回インターネット美女コンテスト オスカー特別賞 受賞。
2010年、フジテレビ系ドラマ『絶対零度』で女優デビュー。

## 出演

### 映画
- 劇場版 仮面ライダーゴースト 100の眼魂とゴースト運命の瞬間（2016年） - おつう 役
- 儚時計（2016年） - 柏木先生 役
- 島々清しゃ（2017年） - 山田 役

### テレビドラマ
- 絶対零度 - 三井朋美 役
  - 絶対零度 〜未解決事件特命捜査〜（2010年、フジテレビ）
  - 絶対零度〜未解決事件特命捜査〜 Special（2011年、フジテレビ）
  - 絶対零度 〜特殊犯罪潜入捜査〜（2011年、フジテレビ）
- ナサケの女〜国税局査察官〜（2010年、テレビ朝日） - 内村ナナ 役
  - ナサケの女 〜国税局査察官〜スペシャル（2012年、テレビ朝日） - 内村ナナ 役
- 金曜プレステージ 監察医七浦小夜子〜法医学者の事件プロファイル〜（2011年4月22日、フジテレビ）
- HUNTER〜その女たち、賞金稼ぎ〜（2011年、関西テレビ・フジテレビ） - 野々村優子 役
- エンジェル・ハート（2015年10月11日 - 12月6日、日本テレビ） - 智 役
- 土曜ワイド劇場 ドラマスペシャル 家政婦は見た! 第2作「資産1000億〜華やかな真珠一族の乱れた秘密…!?」（2015年、テレビ朝日） - あかね 役[1]
- 月曜ゴールデン 銭の捜査官 西カネ子（2016年、TBS） - 高木有美 役[1]
- 水曜ミステリー9 松本清張特別企画 喪失の儀礼（2016年、テレビ東京） - 百合本道子 役[1]
- 金曜プレミアム 松本清張スペシャル・一年半待て（2016年、フジテレビ） - 早坂しのぶ 役[1]
- 警視庁捜査一課9係season11 第8話（2016年、テレビ朝日） - 和田幸子 役
- 瀬戸内少年野球団（2016年、テレビ朝日） - 木村葉子 役
- 月曜名作劇場 天下御免トラック野郎 銀ちゃんの事件街道!（2016年、TBS） - 蓮堂路まどか 役[2]
- クリスマスドラマスペシャル わたしに運命の恋なんてありえないって思ってた（2016年、フジテレビ） [2]
- 銀と金（2017年1月 - 3月、テレビ東京） - 三上紗英 役
- 月曜名作劇場「新・十津川警部シリーズ1 伊豆・下田殺人ルート」（2017年1月23日、TBS） - 村川刑事 役
- 探偵少女アリサの事件簿（2017年1月28日、テレビ朝日） - 秘書 役
- 相棒season15 第15話（2017年2月15日、テレビ朝日） - 戸崎 役
- 嫌われる勇気（2017年、フジテレビ）
- 月曜名作劇場「新・十津川警部シリーズ2 伊香保温泉殺人事件」（2017年4月3日、TBS） - 村川刑事 役
- 警視庁捜査一課長season2 第3話（2017年5月4日、テレビ朝日） - 山岸愛美 役
- 誤差 (松本清張)（2017年5月10日、テレビ東京） - 鵜飼理沙子 役
- 月曜名作劇場「十津川警部シリーズ3 伊豆踊り子号殺人迷路」（2017年9月11日、TBS） - 村川刑事 役
- 月曜名作劇場「十津川警部シリーズ4 愛と裏切りの伯備線」（2017年10月16日、TBS） - 村川刑事 役
- さくらの親子丼（2017年10月7日 - 11月25日、東海テレビ·フジテレビ） - 米松カヨ子 役
- 日曜ワイド 明日への誓い（2018年3月25日、テレビ朝日）
- 陰陽師（2020年3月29日、テレビ朝日） - 蜜虫 役

### テレビ番組
- 和風総本家（2017年1月26日） - ゲスト
- 秘湯ロマン（2017年4月2日、テレビ朝日） - 旅人

### 配信ドラマ
- フェイス -サイバー犯罪特捜班-（2017年7月11日配信開始、全10話、Amazonプライム・ビデオ） - 橋詰恵梨香 役

### CM
- ジョイフル恵利
- 産業経済新聞社
- ソニー・コンピュータエンタテインメント PlayStation Portable

### スチール
- 問題小説 表紙
- カスタムバーニング 表紙
- サイゾー premium
- memew ナキガオ
- ルノー パンフレット
- 三越振袖「花小袖」カタログ

### イベント
- 表参道 akarium Collectionショー
- 紫藤尚世ファッションショー 着物ショー

### 舞台
- RAMPO chronicle 特別公演 怪人二十面相 六公会ホール

### Web
- れなめぐの部屋（2016年 - ）※苫米地玲奈と共演

### その他
- 富士山マガジンサイト 齋藤めぐみのほっと一息